# Caseros (stacja metra)
Caseros – stacja metra w Buenos Aires, na linii H. Znajduje się za planowaną stacją Parque Patricios, a stacją Inclan. Stacja została otwarta 31 maja 2007.